# Neoclytus potiuna
Neoclytus potiuna là một loài bọ cánh cứng trong họ Cerambycidae.